# Cap Tobin
Uunartoq
Pour les articles homonymes, voir Tobin.
Le cap Tobin, en groenlandais Uunartoq qui signifie littéralement en français « celui sur lequel on se brûle », est un cap du Groenland qui s'avance dans l'océan Arctique et qui marque l'entrée nord du détroit Scoresby, face au cap Brewster qui en marque l'entrée sud, sur la côte Est de l'île. Son nom en groenlandais provient de la présence de sources chaudes dont la température s'élève à 62 °C, les plus chaudes du Groenland.